# Petrus en Pauluskerk (Geldrop)
De Petrus en Pauluskerk was een rooms-katholiek kerkgebouw aan Willem Barentszweg 69 in de Geldropse wijk Coevering.

## Geschiedenis
De wijk werd vanaf 1969 gebouwd, en in 1973 werd het kerkgebouw ingewijd, dat voorzag in 910 zitplaatsen. Architect was Knaepen.
Omstreeks deze tijd liep het kerkbezoek al zienderogen terug, en reeds in 2002 werd de kerk onttrokken aan de eredienst. In 2005 kwam het gebouw ter beschikking van het wijkcentrum "De Dreef", dat er in 2006 zijn nieuwe onderkomen opende.

## Gebouw
Het lage, witte gebouw is in modernistische stijl, in ronde vormen, met een min of meer cirkelvormige kerkruimte (nu grote zaal) en daaromheen enkele kleinere zaaltjes. Ook is er een open klokkentoren boven de ingang, waarbij de klokken afgedekt zijn door een halfrond metalen gewelf.